# UGC 2885
UGC 2885 — спиральная галактика без перемычки, расположенная на расстоянии 232 млн световых лет от Солнца в созвездии Персея. Вследствие своих гигантских размеров получила прозвище «Галактика Годзиллы».
В галактике вспыхнула сверхновая SN 2002F типа II, её пиковая видимая звездная величина составила 18,1.

## Физические характеристики
UGC 2885 является спиральной галактикой с относительно низкой поверхностной яркостью. Звёзды в диске галактики испытывают гравитационное возмущение и со стороны других галактик. Гигантское центральное ядро является наиболее заметной компонентой данной галактики. Галактика настолько слабая, что её спиральные рукава видны только на снимках в инфракрасном диапазоне с продолжительной экспозицией.
Взаимодействие UGC 2885 и галактики-компаньона приводит к диссипации звёзд её диска. Однако на данный момент UGC 2885 ещё отделена от галактика-компаньона. Через несколько миллионов лет галактики будут взаимодействовать друг с другом наподобие галактик NGC 4676 и в итоге образуют гигантскую эллиптическую галактику.

## Размеры
Вследствие приливного разрушения звёздная компонента галактики вытянута в плоскости диска. Диаметр звёздной компоненты оценивается в 416000 световых лет, что делает галактику одной из крупнейших известных спиральных галактик. UGC 2885 обладает очень протяжённым гало, простирающимся до диаметра 832000 световых лет, что вдвое превышает диаметр самой галактики. Масса галактики оценивается в 2 трлн масс Солнца.